# Marzio Morocutti
Marzio Fiorello Morocutti (Bellinzona, 5 marzo 1973 – Vaduz, 28 febbraio 2003) è stato un calciatore svizzero, di ruolo attaccante.

## Carriera
Ha militato in numerose formazioni del campionato elvetico come Delémont, Sciaffusa, San Gallo, Locarno, Vaduz e Bellinzona (di cui era bandiera e capitano), in Italia ad Ascoli e Montevarchi ed in Belgio nel La Louvière. Ha anche vestito la maglia della Nazionale svizzera Under-21.
Il 28 febbraio 2003, mentre viaggiava in automobile in direzione di Vaduz con il compagno di squadra Vaidotas Šlekys e una donna, si è scontrato con un autobus morendo sul colpo. I funerali si sono tenuti il 3 marzo 2003 al cimitero di Iragna alla presenza delle squadre di Vaduz, Lugano, Locarno, Chiasso e Bellinzona.
Da allora la maglia che di solito indossava, la numero 9 del Bellinzona, non viene assegnata. Nel 2005 alcuni ex-compagni hanno organizzato un memorial in suo onore e nel 2008, a cinque anni dalla scomparsa, i giocatori granata hanno voluto dedicargli la vittoria in semifinale di coppa contro il Neuchâtel Xamax, proprio mentre la curva esibiva striscioni in suo ricordo.

## Palmarès

### Club

#### Competizioni nazionali
- Coppa del Liechtenstein: 1

Vaduz: 2002-2003
- Challenge League: 1

Vaduz: 2002-2003